# كيري هوسكينز
كيري هوسكينز (بالإنجليزية: Kerri Hoskins)‏ هي عارضة وممثلة أمريكية، ولدت في 20 فبراير 1970 في كامبريدج في الولايات المتحدة.

## وصلات خارجية
- كيري هوسكينز على موقع IMDb (الإنجليزية)